# Lázaro Cárdenas, Las Choapas
Lázaro Cárdenas är en ort i Mexiko.   Den ligger i kommunen Las Choapas och delstaten Veracruz, i den sydöstra delen av landet, 600 km öster om huvudstaden Mexico City. Lázaro Cárdenas ligger 191 meter över havet och antalet invånare är 114.
Terrängen runt Lázaro Cárdenas är huvudsakligen kuperad, men åt sydost är den platt. Runt Lázaro Cárdenas är det ganska glesbefolkat, med 40 invånare per kvadratkilometer. Närmaste större samhälle är San Fernando Díaz, 5,8 km sydost om Lázaro Cárdenas. 